# المؤسسة الفيدرالية لتمويل بنوك الائتمان الزراعي
مؤسسة تمويل بنوك الائتمان الزراعي الفيدرالية ( FFCBFC ) ومقرها في جيرسي سيتي ، نيو جيرسي  هي كيان ضمن نظام الائتمان الزراعي (بنك الائتمان الزراعي الأمريكي) (FCS) الذي يدير وينسق بيع السندات والأوراق المالية على مستوى النظام في الأسواق المالية الوطنية. وبما أن القانون لا يسمح لـ بنك الائتمان الزراعي الأمريكي بقبول ودائع العملاء، فإن هذه السندات والأوراق المالية هي المصدر الرئيسي للأموال القابلة للإقراض لدى بنك الائتمان الزراعي الأمريكي.